# Marcus Sorg
Marcus Sorg   (Ulm, 24 de desembre de 1965) és un entrenador de futbol alemany i exjugador que actualment exerceix com a segon entrenador del Futbol Club Barcelona.

## Trajectòria
Sorg ha estat entrenador dels clubs Sportverein Stuttgarter Kickers, FC Heidenheim i Schwimm- und Sportverein Ulm 1846 Fußbal. El juny de 2011, Sorg va substituir Robin Dutt com a primer entrenador de l'SC Freiburg de la Bundesliga quan Dutt va marxar al Bayer Leverkusen. Tanmateix, el 29 de desembre de 2011 Sorg va ser acomiadat pels mals resultats.
Entre el 2013 i el 2016 Sorg va ser l'entrenador de la selecció alemanya sub-19, amb qui va guanyar el Campionat d'Europa sub-19 de la UEFA 2014. El 18 de març de 2016 es va incorporar a la selecció de futbol d'Alemanya absoluta com a segon entrenador de Joachim Löw. Va romandre al seu càrrec amb l'entrenador Hansi Flick, fins que van ser acomiadats el 10 de setembre de 2023.
El maig de 2024 Sorg va retrobar-se amb Hansi Flick com a segon entrenador, al FC Barcelona.